# 호모초
호모초(학명: Corispermum stauntonii)는 한국 중부의 바닷가나 강가에 나는 한해살이풀이다. 길이는 30-50cm이다. 전체에 털이 없고, 줄기는 곧게 선다. 잎은 어긋나며 선형, 끝이 뽀족하고 길이 3cm, 위로 다소 말리고, 잎자루는 없다. 꽃은 포 겨드랑이에 달리는 이삭꽃차례이고 황록색이다. 꽃은 포보다 작다. 포는 2개로, 난형, 피침형, 3맥이 있고, 가장자리는 흰색, 막질로 밋밋하고 끝이 뾰족하다. 열매는 포과이고 씨는 납작한 난형으로 회록색이며, 광택이 난다. 어린잎은 식용한다.